# Etisalat
Die staatliche Emiratische Gesellschaft für Telekommunikation (Eigenname Etisalat, früher Emirtel) wurde nach Beschluss des Bundesgesetzes Nr. 1 von 1976 der Vereinigten Arabischen Emirate gegründet. Sie tritt mit der Marke „etisalat by e&“ oder einfach nur „e&“ auf.

## Marktstellung
Das Unternehmen hatte bis 2006 ein Monopol für alle Telefondienstleistungen und war der einzige zugelassene Internetanbieter des Landes.
Die Regierung der VAE hat im Frühjahr 2005 beschlossen, dass ab Anfang 2006 weitere Unternehmen für Telefon- und Internetdienste ihren Dienste anbieten können. Bisher nahm nur der Betreiber „Du“ 2007 seinen Betrieb auf.
Das Unternehmen versorgt die 4,2 Millionen Einwohner des Landes mit 4 Millionen Mobilfunkanschlüssen und hat eine der höchsten Durchdringungsraten im Mobilfunksektor weltweit.
Weitere Unternehmensaktivitäten sind der Aufbau und Betrieb von Telekommunikationseinrichtungen in den Nachbarländern wie Saudi-Arabien und Ägypten. Nach eigenen Angaben arbeitet das Unternehmen in 18 Staaten und hat dort über 100 Millionen Kunden.
Im Dezember 2020 meldete Etisalat die weltweit schnellste 5G-Download-Geschwindigkeit mit 9,1 Gigabit pro Sekunde, ein Netz, das es seit 2017 in Dubai aufbaut.
Das Unternehmen hat im Zuge der globalen Expansion 9,8 Prozent von Vodafone übernommen.

## Ecompany
Der Internetzugangsanbieter (100 % Tochtergesellschaft von Etisalat) trägt den Namen ecompany (früher Emirates Internet and Multimedia (Internet und Multimedia der Emirate), abgekürzt EIM). Dieser hält das Monopol auf alle Internetverbindungen. Der DSL-Dienst wird unter dem Namen „Al Shamil“ vermarktet.
Einwahlverbindungen werden zeitgebunden, DSL-Verbindungen pauschal mit 250 AED pro Monat abgerechnet.

## Überwachung
Dem Anbieter ecompany fallen unter anderem Zensuraufgaben zu. So werden Internetinhalte, die möglicherweise
- Pornographie
- „jüdische Propaganda“ (umfasst auch alle Seiten mit der Top-Level-Domain .il)
- Schriften und Medien, die unvereinbar mit den religiösen, kulturellen, politischen und moralischen Werten der VAE sind
- Anleitung zur Computersabotage oder Umgehung der ecompany-Zensur
- Internettelefonie (andere Anbieter als Etisalat)
- Drogen
- sonstige unerwünschte Informationen (nach Meinung der Regierung)

im weitesten Sinne zum Inhalt haben, blockiert.
Die Sperre erfolgt über einen Proxyserver, über den der gesamte Internetverkehr des Landes überwacht wird. Davon ausgenommen sind große Unternehmen und Bildungseinrichtungen. Diese können unzensiert auf das Internet zugreifen.

### Weitere Maßnahmen
Im Juli 2009 bot das Unternehmen rund 145.000 Blackberry-Kunden per SMS ein Softwareupdate an, das ein Spionageprogramm enthielt.
Blackberry-Hersteller RIM erklärte in Folge in einem öffentlichen Statement, dass es sich bei der Software offenbar um ein Spionageprogramm der US-Firma SS8 handelt. SS8 hat sich auf Produkte zur „Lawful Interception“, d. h. Abhörvorrichtungen für Strafverfolger und Geheimdienste spezialisiert.

## Verwaltungsgebäude
Die Verwaltungsgebäude in den einzelnen Emiraten wurden jeweils im selben Baustil erbaut. In Dubai befindet sich die Verwaltung im Etisalat Building.